# Thelema.6
Thelema.6 – piąty studyjny album polskiej grupy muzycznej Behemoth. Wydany został w 2000 roku. Tytuł albumu odnosi się do thelemy, systemu religijno-filozoficznego Aleistera Crowleya. Płyta dotarła do 31. miejsca zestawienia OLiS.
Wraz z wydaniem Thelema.6 grupa zerwała ze stylistyką black metal na rzecz technicznego death metalu, zaś czasopismo "Tylko Rock" styl muzyczny na albumie określiło jako tzw. heavy metal perkusyjny (pojęcie tłumaczone częstymi partiami solowymi perkusisty grupy). 
Wydawnictwo zajęło 2. miejsce w plebiscycie "najlepsza płyta w historii polskiego metalu" przeprowadzonym przez czasopismo Machina.

## Realizacja i promocja
Płyta została nagrana na przełomie lipca i sierpnia 2000 roku w lubelskich Hendrix Studios we współpracy producentem muzycznym Arkadiuszem Malczewskim. Był to pierwszy album nagrany z gitarzystą Mateuszem Śmierzchalskim pseud. "Havoc" oraz sesyjnym basistą Marcinem Nowakiem pseud. "Novy", występującym wówczas z grupą Devilyn. 
Gościnnie na albumie wystąpił znany z występów w grupie muzycznej Artrosis klawiszowiec Maciej Niedzielski, tutaj odpowiedzialny za syntezatory dźwięku. Ślady poszczególnych instrumentów zostały zmiksowane przez Grzegorza Piwkowskiego.
Album został wydany w 2000 roku nakładem Avantgarde Music na płycie CD i Osmose Productions na płycie winylowej. Rok później album ukazał się w USA dzięki podległemu oddziałowi Century Media Records wytwórni Olympic Recordings, natomiast w 2003 roku ukazała się reedycja albumu nakładem Century Media. 
Edycja DigiPack zawierała dodatkowo utwory "Malice", interpretacje utworów Sarcófago - "Satanás", "Hello Spaceboy" - Davida Bowie oraz "From the Pagan Vastlands" wydane w 2001 na minialbumie Antichristian Phenomenon. W 2007 roku nakładem Peaceville Records ukazała się reedycja albumu. 

## Lista utworów
Opracowano na podstawie materiału źródłowego.
| Nr  | Tytuł utworu                                           | Słowa                            | Muzyka                             | Długość |
| --- | ------------------------------------------------------ | -------------------------------- | ---------------------------------- | ------- |
| 1.  | „Antichristian Phenomenon”                             | Adam Darski                      | Adam Darski                        | 4:41    |
| 2.  | „The Act of Rebellion”                                 | Adam Darski                      | Adam Darski                        | 3:49    |
| 3.  | „Inflamed With Rage”                                   | Adam Darski                      | Adam Darski                        | 3:14    |
| 4.  | „ΠΑΝ ΣΑΤΥΡΟΣ (Pan Satyros)”                            | Adam Darski, Krzysztof Azarewicz | Adam Darski                        | 4:25    |
| 5.  | „Natural Born Philosopher”                             | Adam Darski                      | Adam Darski                        | 4:00    |
| 6.  | „Christians to the Lions”                              | Adam Darski                      | Adam Darski                        | 3:03    |
| 7.  | „Inauguration of Scorpio Dome”                         | Krzysztof Azarewicz              | Adam Darski                        | 3:07    |
| 8.  | „In The Garden of Dispersion”                          | Krzysztof Azarewicz              | Adam Darski, Mateusz Śmierzchalski | 3:32    |
| 9.  | „The Universe Illumination (Say 'Hello' to My Demons)” | Adam Darski                      | Adam Darski                        | 3:33    |
| 10. | „Vinvm Sabbati”                                        | Krzysztof Azarewicz              | Adam Darski                        | 3:26    |
| 11. | „23 (The Youth Manifesto)”                             | Adam Darski                      | Adam Darski                        | 4:01    |
|     |                                                        |                                  |                                    | 40:51   |

## Twórcy
Opracowano na podstawie materiału źródłowego.
| Zespół Behemoth w składzie - Adam "Nergal" Darski - śpiew, gitara rytmiczna, gitara prowadząca, gitara akustyczna, aranżacje, produkcja muzyczna, miksowanie, kierownictwo artystyczne - Mateusz "Havoc" Śmierzchalski - gitara rytmiczna, gitara prowadząca - Zbigniew "Inferno" Promiński - perkusja, miksowanie oraz - Marcin "Novy" Nowak - gitara basowa Dodatkowi muzycy - Maciej Niedzielski - syntezatory - Mr. Jashackh - sample | Produkcja - Arkadiusz Malczewski - inżynieria dźwięku, miksowanie - Grzegorz Piwkowski - mastering - Krzysztof Azarewicz - teksty, inkantacje - Sharon E. Wennekers - konsultacje gramatyczne - Tomasz "Graal" Danilowicz - okładka, oprawa graficzna - Dominik Kulaszewicz - zdjęcia - Krzysztof Sadowski - zdjęcia |

## Wydania
| Rok  | Nr katalogowy | Format | Wytwórnia          | Kraj              |
| ---- | ------------- | ------ | ------------------ | ----------------- |
| 2000 | Myst 666      | CD     | Mystic Production  | Polska            |
| 2000 | AV057-JB      | CD     | Avantgarde Music   | Europa            |
| 2000 | AV057-1       | LP     | Osmose Production  | Europa            |
| 2000 | 01-3          | CD     | Irond Records      | Rosja             |
| 2001 | OLY 0219-2    | CD     | Olympic Records    | Stany Zjednoczone |
| 2007 | CDVILED190    | CD     | Peaceville Records | Europa            |